# 鳩岡大輔
鳩岡 大輔（はとおか だいすけ、1980年4月11日 - ）は日本の声優、俳優。東京都出身。フリー。Twitterなどでは鳩岡ポッポと名乗っている。

## 出演
太字はメインキャラクター。

### テレビアニメ
2015年
- ミリオンドール（パンダさん、男1）

2016年
- 終末のイゼッタ（負傷兵、尉官、男、将官）

2018年
- 奴隷区 The Animation
- ピアノの森（ポン爺、リウ・ミン）

2020年
- 歌舞伎町シャーロック（マッハ国吉）

2021年
- 怪物事変（救助隊員、受付のおっちゃん、酔っ払い、巨大怪物）
- かげきしょうじょ!!（親方）
- 真の仲間じゃないと勇者のパーティーを追い出されたので、辺境でスローライフすることにしました（2021年 - 2024年、モグリム） - 2シリーズ

2022年
- ピーター・グリルと賢者の時間 Super Extra（重貞操部隊戦士A）

2024年
- じいさんばあさん若返る（光吉）
- 魔王様、リトライ!R（ゴロツキ、ガルシア）

### Webアニメ
- クソゲーって言うな!（2020年、長老）
- トラとミケ（2021年、シンちゃん[5]）

### ゲーム
- あやかし百鬼夜行〜極〜（2017年）
- ゴーストリコン ブレイクポイント（2020年）
- 三国志群雄（2021年、黄忠[6]）

### ドラマCD
- ろんぐらいだぁす!（2017年） - 単行本9巻特典CD
- ミリオンドールnextbeat（2020年、パンダさん） - 『ミリオンドール』単行本6巻付属CD

### モーションコミック
- グラップラー刃牙（2012年、BeeTV、ディーノイ[7] ほか）
- 人形峠（2018年、村の老人[8]）
- クーロンズ・ボール・パレード（2021年、福々地[9]）

### 吹き替え

#### 映画
2010年代前半
- リンカーン弁護士（2012年、アール）
- クリッシュ（2014年、セン）

2010年代後半
- バーニング・ブラッド（2015年、ウォルト）
- 俺たちハングオーバー!史上最悪のメキシコ横断（2016年、運転手）
- キル・コマンド（2016年）
- バーニング・ムーン（2017年、ラルフ神父）
- グッバイ、サマー（2017年）
- ホーンテッド・サイト（2017年、クローン）
- ハットンガーデン・ジョブ（2018年）
- カイジ 動物世界（2019年）
- ウルフ・オブ・リベンジ 復讐の狼（2019年）
- カンフーリーグ（2019年、シー）

2020年代前半
- 英雄都市（2020年）
- トスカーナの幸せレシピ（2020年）
- ROBO-CODY-ロボ・コーディ-（2021年）
- 三国志 趙雲無双伝（2021年）

#### ドラマ
- 項羽と劉邦 King's War（2013年、夏侯嬰[11]）
- まほうのレシピ シーズン2パート2（2018年、RJ）

#### アニメ
- アンダー・ザ・シー 〜ぼくたち海底王国パトロール隊〜（2020年）
- リトル・アラジン 空飛ぶ魔法のじゅうたん（wikidata）（2021年）
- リトル・ニンジャ 市松模様の逆襲（英語版）（2021年、オデュッセウス[12]）
- 齢5000年の草食ドラゴン、いわれなき邪竜認定（2023年、ドン）

### 映画
- 平成ライダー対昭和ライダー 仮面ライダー大戦 feat.スーパー戦隊（2014年） - スーツアクター
- 劇場版 仮面ライダー鎧武 サッカー大決戦!黄金の果実争奪杯!（2014年）
- 劇場版 動物戦隊ジュウオウジャーVSニンニンジャー 未来からのメッセージ from スーパー戦隊（2017年） - 声の出演
- 仮面ライダー 令和 ザ・ファースト・ジェネレーション（2019年） - 声の出演
- 劇場版 騎士竜戦隊リュウソウジャーVSルパンレンジャーVSパトレンジャー（2020年） - 声の出演
- 魔進戦隊キラメイジャー エピソードZERO（2020年） - 声の出演

### 舞台
- 群読口伝 平家物語（2014年）
- 赤鬼（2015年）
- “ … In The Attic ”（2015年）
- 男から見れば男が正しい、女から見れば女が正しい。（2016年）
- 鬼ヶ村（2016年）
- そして誰もいなくなった（2016年）
- こうして二人は幸せになりました、とさ（2017年）
- Little steps XVI（2017年）
- 賭け（2017年）
- 汝、公正たれ（2017年）
- ギジレン歌劇団（2017年）
- 正義はいつも我にあり（2018年）
- 緋き神空のエリュシオン（2018年）
- センチメンタル・ジャーニーズ（2018年）
- おとらぼ（2019年）
- マガツハナ -白雪の桜-（2019年）

### シリーズ一覧
1. ↑  第1期（2021年）、第2期『2nd』（2024年）